# Henry Morton Stanley
Sir Henry Morton Stanley rojen kot John Rowlands, valižanski novinar in raziskovalec, * 19. marec 1841, Denbigh, Wales, † 10. maj 1904, London.
Kot nezakonski otrok je preživljal težko mladost pri rejnikih in v sirotišnici, nato pa pri petnajstih letih odšel v Združene države Amerike. Tam se je nekajkrat preimenoval, na koncu pa je obdržal ime Henry Morton Stanley. Po ameriški državljanski vojni je postal časopisni dopisnik in s članki pritegnil pozornost urednika časopisa New York Herald, ki ga je najel za poročanje o britanski kazenski ekspediciji proti abesinskemu kralju. Z zanesljivim poročanjem si je pridobil ugled, zato ga je urednik leta 1866 poslal v Afriko, kjer naj bi poiskal izginulega raziskovalca Davida Livingstona.

## Raziskovanje Afrike
Po težavnem potovanju je Livingstona, onesposobljenega zaradi bolezni, našel v pristanišču Ujiji na obali jezera Tanganjika, kjer ga je pozdravil z znamenitim: »Dr. Livingstone, I presume?« (Dr. Livingstone, domnevam?) V mesecih Livingstonovega okrevanja sta se moža spoprijateljila in kasneje skupaj raziskovala območje. Dokazala sta, da med Tanganjiko in Nilom ni povezave, kar je bil nov korak k odgovoru kje izvira Nil. Nato sta se ločila; Stanley je odšel v Zanzibar po zaloge in nato nazaj v Anglijo, Livingston pa na svoje zadnje iskanje izvira Nila, na katerem je 1. maja 1873 umrl. Čeprav so v začetku mnogi dvomili v Stanleyjevo zgodbo o srečanju z Livingstonom, je s potopisom zaslovel in uspel tudi finančno. Srečanje so potrdili Livingstonovi dnevniki.
Leta 1874 sta New York Herald in britanski Daily Telegraph financirala Stanleyjevo drugo odpravo v Afriko. Najprej je objadral jezeri Tanganjika in Viktorijino jezero ter kartiral pritoke in odtoke. Nato je odplul na najnevarnejšo nalogo, iz Tanganjike navzdol po toku Lualabo v neznano, kjer je umrl Livingstone. Imel je številčno spremstvo in razstavljive čolne, ki so jih vsakič, ko so naleteli na brzice in slapove, razstavili ter prenesli do naslednjega plovnega dela reke. Napori in bolezni so zdesetkali njegovo spremstvo, vendar je na koncu po 999 dneh potovanja prišel do izliva reke v ocean ter ugotovil, da je plul po reki Kongo. Tako je bil premagan še zadnji od štirih afriških veletokov.

## Delo za Leopolda II.
Leta 1878 ga je najel belgijski kralj Leopold II., da bi mu pomagal ustanoviti kolonijo na območju reke Kongo pod pretvezo znanstvene in človekoljubne odprave. Stanley se je na območju pogajal s plemeni in sklepal trgovske dogovore ter vodil gradnjo cest. Ni vedel za kraljeve načrte, da bi zasedel raziskovana ozemlja, zato poglavarjem plemen ni vsiljeval, da bi se odpovedali svojim ozemljem (pogodbe je kasneje v svojo korist ponarejeval Leopold II.).
Toda pogodbe ni prekinil niti, ko je izvedel za resnične načrte in v petih letih je postavil temelje za Leopoldovo kolonijo, t. i. Svobodno državo Kongo. Kasneje se je moral dolga leta braniti pred obtožbami krutosti nad domorodci in pripisujejo mu odgovornost za več smrti, posredno pa je s svojim številčnim spremstvom verjetno odgovoren tudi za razširjenje afriške spalne bolezni po osrednjem delu celine.
Na zadnjo odpravo se je podal leta 1886, da bi rešil Eduarda Schnitzerja, nenavadnega nemškega guvernerja Ekvatorije v južnem Sudanu, ki so ga ogrožali islamski uporniki. Leopold II. je zahteval, naj gre po daljši poti ob reki Kongo, da bi pridobil za kolonijo še več ozemlja. Ko se je končno s težavo prebil prek ene najbolj neprehodnih džungel na svetu (spotoma je odkril gorovje Ruvenzori in Edvardovo jezero), je spoznal, da Schnitzer tam živi zelo udobno in mu sploh ni do »rešitve«. Pred tem je prestopil v Islam in si nadel ime Emin paša. Naposled ga je vendarle uspel prepričati naj gre z njim v civilizacijo in iz osrednje Afrike sta prišla leta 1890. Celotna odprava je zaradi krutega odnosa častnikov do domačinov dobila slab sloves.

## Zadnja leta
Po povratku v Evropo se je Stanley poročil z valižansko umetnico Dorothy Tennant in skupaj z njo posvojil otroka. Med letoma 1895 in 1900 je bil poslanec v britanskem parlamentu. Leta 1889 je bil povišan v viteza zaradi zaslug za britanski imperij v Afriki.